# Bibi Blocksberg
Bibi Blocksberg – brytyjsko-niemiecki serial animowany emitowany dawniej w 2007 roku w paśmie Dwójka dzieciom w TVP2, a obecnie od 31 października 2013 roku w TV Puls 2. Zawiera 52 odcinki podzielonych na 5 sezonów.

## Wersja polska
Wersja polska: Master Film na zlecenie Kiddinx Studios
Reżyseria:
- Paweł Leśniak (odc. 1-16),
- Agata Gawrońska-Bauman (odc. 17-26)

Dialogi:
- Witold Surowiak (odc. 1-2, 5-6, 9-10, 12, 14),
- Elżbieta Kowalska (odc. 3-4, 7-8, 11, 13, 15-26)

Dźwięk: Elżbieta Mikuś
Montaż:
- Jan Graboś (odc. 1-16, 23-26),
- Gabriela Turant-Wiśniewska (odc. 17-22)

Kierownictwo produkcji: Agnieszka Kołodziejczyk
Lektor: Jacek Kopczyński
Wystąpili:
- Dominika Kluźniak – Bibi
- Joanna Jeżewska – Barbara
- Artur Kaczmarski – Bernard
- Agata Gawrońska-Bauman – Karla Kolumna
- Andrzej Chudy – Burmistrz
- Leopold Matuszczak – Profesor (odc. 1)
- Joanna Jędryka – pani Müller
- Agnieszka Fajlhauer – Marita
- Jarosław Domin – Pichler
- Joanna Pach – Moni
- Jacek Jarosz – Kucharz[1] (odc. 2)
- Marcel Dworczyk – Kuchcik (odc. 2)
- Włodzimierz Bednarski –
  - Profesor (odc. 3),
  - Henry (odc. 15)
- Anna Apostolakis –
  - Babcia Greta (odc. 4),
  - Lekarka (odc. 11)
- Katarzyna Kozak – Amanda
- Grzegorz Drojewski – Florian
- Mieczysław Morański –
  - Komendant (odc. 5),
  - James (odc. 8),
  - Sprzedawca dywanów (odc. 13),
  - Niuniek (odc. 16),
  - Bezgłowy duch (odc. 23),
  - Policjant #2 (odc. 24),
  - Arturo Tossini (odc. 26)
- Krzysztof Zakrzewski –
  - Kramer (odc. 5),
  - Profesor Maxnix (odc. 11),
  - Pan Whipsnake (odc. 23),
  - Policjant #1 (odc. 24)
- Ryszard Olesiński –
  - Profesor (odc. 6),
  - Duch rycerza (odc. 23)
- Ewa Serwa –
  - Pani doktor (odc. 6),
  - Warza (odc. 22)
- Jacek Mikołajczak – Wódz (odc. 6)
- Cezary Kwieciński –
  - Małpiszon (odc. 6),
  - Edward, mąż Gerdy (odc. 23),
  - Szkielet na monocyklu (odc. 23),
  - Klaun #1 (odc. 26)
- Brygida Turowska –
  - Motyl (odc. 6),
  - Drusa (odc. 20),
  - Arkadia (odc. 22),
  - Esmeralda (odc. 23)
- Mirosława Krajewska –
  - Mania,
  - Mornia (odc. 19)
- Mirosław Wieprzewski – Abraxas
- Paweł Szczesny –
  - Dino (odc. 7, 19),
  - Dziuniek (odc. 16)
- Wojciech Machnicki –
  - Pan Frankenfein (odc. 8),
  - Złodziej „Kocie Złoto” (odc. 17)
- Barbara Zielińska – pani Frankenfein (odc. 8)
- Martyna Sandach – Wampirino (odc. 8)
- Kacper Dworczyk – Wampirek (odc. 8)
- Janusz Wituch – Eddi Eddison (odc. 10)
- Wojciech Paszkowski –
  - Baron von Zwiebelschreck (odc. 10),
  - Patryk Thunderstorm (odc. 23),
  - Zaphetti (odc. 26)
- Anna Sroka – Schubia Wanzhaar (odc. 10, 16, 18, 20, 21)
- Adam Bauman –
  - Profesor Pillbox (odc. 11),
  - Wujek Achmed (odc. 20)
- Andrzej Gawroński –
  - Doktor Puls (odc. 11),
  - Pierre (odc. 15)
- Stanisław Brudny – Sułtan (odc. 13)
- Andrzej Blumenfeld – Dżin (odc. 13)
- Arkadiusz Bazak – Sprzedawca pamiątek (odc. 13)
- Marcin Hycnar – Joachim (odc. 14)
- Andrzej Arciszewski – Willi (odc. 15)
- Hanna Kinder-Kiss –
  - Pani Herta Haltrain (odc. 17),
  - Gerda (odc. 23)
- Julia Kołakowska – Flauipaui (odc. 18, 21)
- Jacek Kopczyński – Bedi (odc. 20)
- Wojciech Szymański –
  - Kapitan (odc. 20),
  - Edward, mąż Warzy (odc. 22),
  - Klaun #2 (odc. 26)
- Cezary Nowak –
  - Korneliusz Krezus (odc. 21),
  - Germano (odc. 26)
- Kajetan Lewandowski – Karol Krezus (odc. 21)
- Ilona Kuśmierska – Walpurgia (odc. 21, 22)
- Katarzyna Łaska – Margie Thunderstorm (odc. 23)
- Izabella Bukowska – Cecylia Thunderstorm (odc. 23)
- Karol Wróblewski –
  - Redaktor „Daily News” (odc. 23),
  - Pan Kamiński, kominiarz (odc. 26)
- Józef Mika – pan Yamamaoto (odc. 24)
- Katarzyna Tatarak – Wiedźma z komputera (odc. 24)
- Tomasz Bednarek – Pedro Tossini (odc. 26)
- Małgorzata Olszewska
- Edward Dargiewicz
- Anna Sochacka
- Magdalena Krylik
- Sebastian Machalski
- Dominik Łoś
- Jaś Machalski
- Dariusz Błażejewski

i inni
Tekst piosenki: Andrzej Brzeski
Opracowanie muzyczne: Piotr Gogol
Śpiewały: Katarzyna Łaska, Magdalena Tul, Anna Sochacka, Magdalena Krylik

## Spis odcinków
| Premiera odcinka    | N/o | Polski tytuł           | Niemiecki tytuł                |
| ------------------- | --- | ---------------------- | ------------------------------ |
|                     |     |                        |                                |
| SERIA PIERWSZA      |     |                        |                                |
|                     |     |                        |                                |
| 08.05.2007          | 01  | Żaba pogodynka         | Der Wetterfrosch               |
|                     |     |                        |                                |
| 09.05.2007          | 02  | Księżniczka Bibi       | Bibi als Prinzessin            |
|                     |     |                        |                                |
| 10.05.2007          | 03  | Bibi Opiekunką         | Bibi als Babysitter            |
|                     |     |                        |                                |
| 11.05.2007          | 04  | Trzy razy czarny kot   | 3 x schwarzer Kater            |
|                     |     |                        |                                |
| 14.05.2007          | 05  | Superzaklęcie          | Der Superhexspruch             |
|                     |     |                        |                                |
| 15.05.2007          | 06  | Bibi w dżungli         | Bibi im Dschungel              |
|                     |     |                        |                                |
| 16.05.2007          | 07  | Bibi i jajo dinozaura  | Bibi und das Dino-Ei           |
|                     |     |                        |                                |
| 17.05.2007          | 08  | Bibi i wampiry         | Bibi und die Vampire           |
|                     |     |                        |                                |
| 18.05.2007          | 09  | Gdzie jest Fruzia?     | Wo ist Kartoffelbrei?          |
|                     |     |                        |                                |
| 21.05.2007          | 10  | Zawody lotnicze        | Das Wettfliegen                |
|                     |     |                        |                                |
| 22.05.2007          | 11  | Choroba matematyczna   | Die Mathekrankheit             |
|                     |     |                        |                                |
| 23.05.2007          | 12  | Nowa szkoła            | Die neue Schule                |
|                     |     |                        |                                |
| 24.05.2007          | 13  | Bibi w Oriencie        | Bibi im Orient                 |
|                     |     |                        |                                |
| SERIA DRUGA         |     |                        |                                |
|                     |     |                        |                                |
| 25.05.2007          | 14  | Zakochana Bibi         | Bibi verliebt sich             |
|                     |     |                        |                                |
| 28.05.2007          | 15  | Bibi i Mikołaje        | Bibi und die Weihnachtsmänner  |
|                     |     |                        |                                |
| 29.05.2007          | 16  | Czy można bez czarów?  | Gehts auch ohne Hexerei?       |
|                     |     |                        |                                |
| SERIA TRZECIA       |     |                        |                                |
|                     |     |                        |                                |
| 30.05.2007          | 17  | Super pudel Puk        | Superpudel Puck                |
|                     |     |                        |                                |
| 31.05.2007          | 18  | Biała kakadu           | Der weiße Kakadu               |
|                     |     |                        |                                |
| 01.06.2007          | 19  | Przygoda z dinozaurami | Abenteuer bei den Dinos        |
|                     |     |                        |                                |
| 04.06.2007          | 20  | Zaczarowany wielbłąd   | Das verhexte Dromedar          |
|                     |     |                        |                                |
| 05.06.2007          | 21  | Zakaz czarowania       | Der Hexenbann                  |
|                     |     |                        |                                |
| 06.06.2007          | 22  | Urodziny czarownicy    | Die Schlossgespenster          |
|                     |     |                        |                                |
| 08.06.2007          | 23  | Duchy na zamku         | Der Hexengeburtstag            |
|                     |     |                        |                                |
| 11.06.2007          | 24  | Czarownica z komputera | Die Computerhexe               |
|                     |     |                        |                                |
| 12.06.2007          | 25  | Urodziny Mamy          | Mamis Geburtstag               |
|                     |     |                        |                                |
| 13.06.2007          | 26  | Czary w cyrku          | Hexerei im Zirkus              |
|                     |     |                        |                                |
| SERIA CZWARTA       |     |                        |                                |
|                     |     |                        |                                |
|                     | 27  |                        | Mami in Not                    |
|                     |     |                        |                                |
|                     | 28  |                        | Eine wilde Kanufahrt           |
|                     |     |                        |                                |
|                     | 29  |                        | Der versunkene Schatz          |
|                     |     |                        |                                |
|                     | 30  |                        | Oma Grete sorgt für Wirbel     |
|                     |     |                        |                                |
|                     | 31  |                        | Hexspruch mit Folgen           |
|                     |     |                        |                                |
|                     | 32  |                        | Die vertauschte Hexenkugel     |
|                     |     |                        |                                |
|                     | 33  |                        | Das Hexenhoroskop              |
|                     |     |                        |                                |
|                     | 34  |                        | Das siebte Hexbuch             |
|                     |     |                        |                                |
|                     | 35  |                        | Der Turbobesen                 |
|                     |     |                        |                                |
|                     | 36  |                        | Das chinesische Hexenkraut     |
|                     |     |                        |                                |
|                     | 37  |                        | Die Klassenreise               |
|                     |     |                        |                                |
|                     | 38  |                        | Der magische Sternenstaub      |
|                     |     |                        |                                |
|                     | 39  |                        | Der Kobold aus dem Briefkasten |
|                     |     |                        |                                |
| FILM PEŁNOMETRAŻOWY |     |                        |                                |
|                     |     |                        |                                |
|                     | F1  |                        | Eene, meene, eins, zwei, drei! |
|                     |     |                        |                                |